# Sombrero tembel

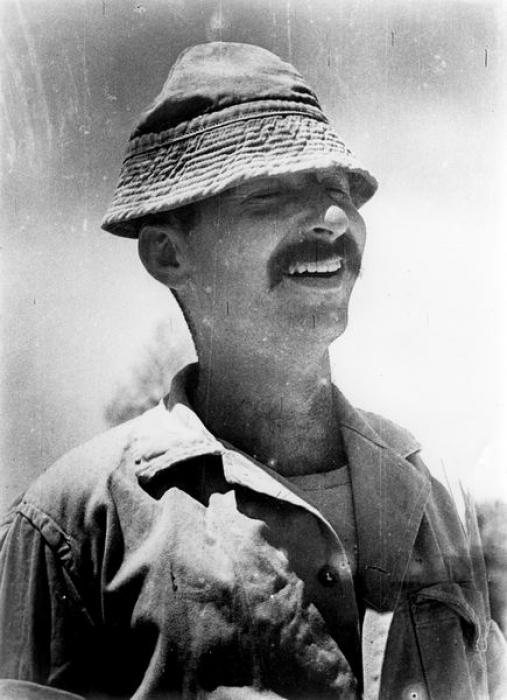
Hombre con un sombrero tembel.

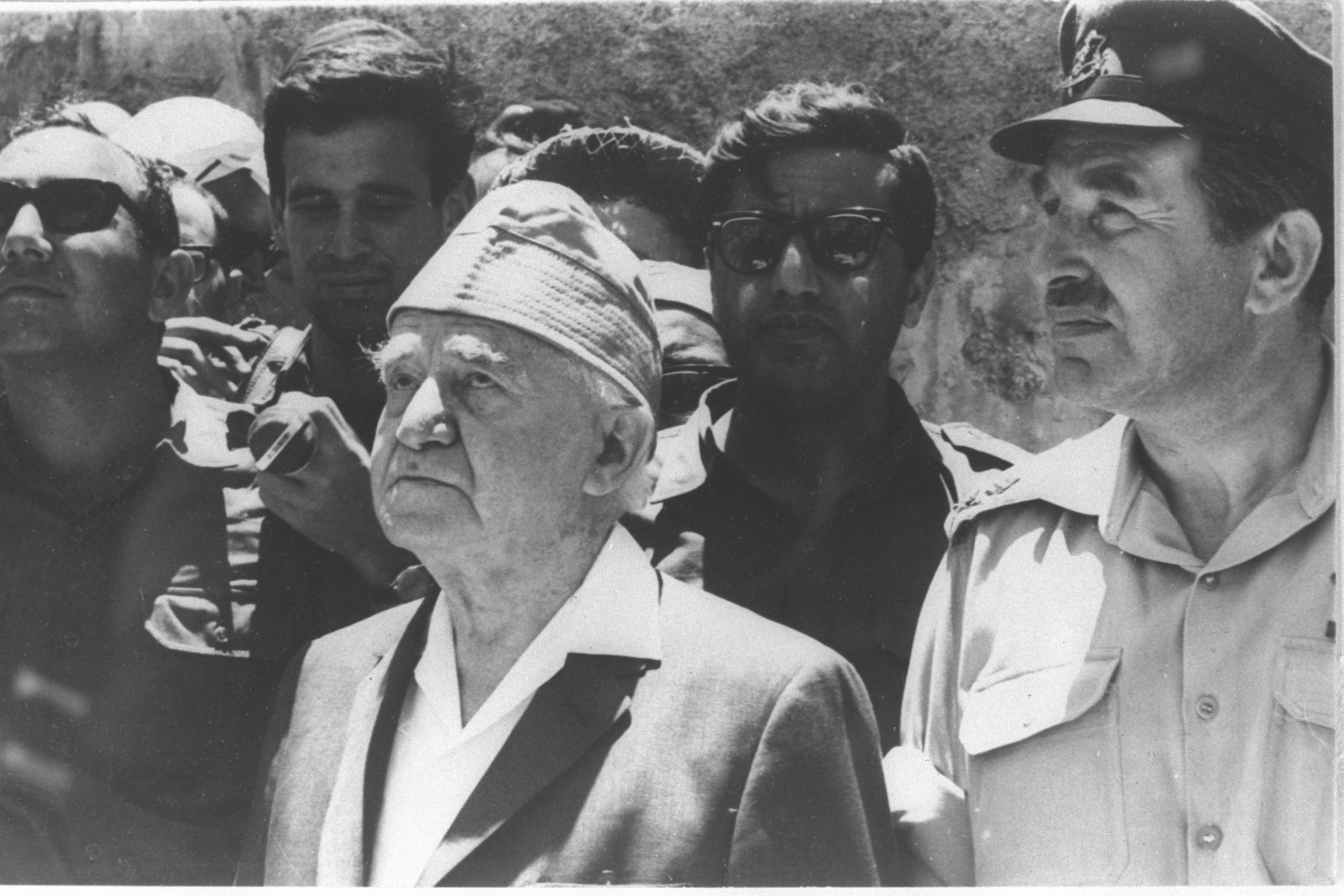
David Ben-Gurión en el Muro de las Lamentaciones llevando un sombrero tembel (1 de julio de 1967).

El sombrero tembel o gorro tembel (en hebreo: kova tembel, כובע טמבל) es un sombrero que es símbolo nacional israelí. El sombrero tembel era comúnmente usado por los judíos en Israel desde principios del siglo XX hasta la década de 1970, siendo un símbolo de los trabajadores sionistas israelíes. Se asoció especialmente con los kibbutzim, tzabarim y los movimientos juveniles israelíes. En los dibujos animados israelíes todavía se utiliza para simbolizar al israelí típico (por ejemplo, en el personaje de dibujos animados Srulik). Los sombreros tembel fueron producidos principalmente por la empresa textil ATA.

## Etimología
En el argot hebreo, tembel significa tonto, estúpido o necio. Se desconoce si el término del argot debe su nombre al sombrero o el sombrero al término del argot. Existe la teoría de que el sombrero tembel era originalmente el sombrero pesado del movimiento cristiano de los templarios que estuvo activo en Israel a finales del siglo XIX y principios del XX. Según esta teoría, el primer nombre del sombrero era "sombrero de los templarios", que fue cambiado a "sombrero tembel" por los árabes que no podían pronunciar correctamente la "p" ni las vocales.
Sin embargo, es más probable que el nombre "sombrero tembel" derive de la palabra turca u otomana "tembel", que significa perezoso. La forma del tembel es la misma que la del píleo (del latín: pileus), el sombrero adoptado por los esclavos liberados en la antigüedad griega y romana, que fue adoptado como símbolo de libertad en la época de la Revolución Francesa como gorro frigio. El antiguo píleo sobrevivió en Albania a principios del siglo XX y pudo influir en los líderes de la segunda Aliyá, que adoptaron el sombrero.